# Pavle Marković-Adamov
Pavle Marković-Adamov, oppure Paja Marković-Adamov (Novi Karlovci, 3 novembre 1855 – Sremski Karlovci, 27 gennaio 1907), è stato uno scrittore e drammaturgo serbo.

## Biografia
Pavle Marković-Adamov fondò nel 1895 e diresse, fino alla sua morte, la rivista letteraria Brankovo rotondo (Brankovo kolo),che nel corso degli anni presentò le traduzioni delle opere di Anton Čechov, Lev Tolstoj, Aleksandr Sergeevič Puškin e Nikolaj Vasil'evič Gogol'. La sua carriera scolastica incluse gli studi a Novi Karlovci e a Novi Sad, la frequentazione della Facoltà di Filosofia a Graz e a Vienna. Una volta terminati gli studi incominciò a lavorare come professore al Ginnasio di Karlovci, insegnando letteratura serba, latina e greca. Oltre a queste lingue, conosceva anche il tedesco, l'ungherese e il ceco. Fu uno dei promotori del trasferimento dei resti del poeta Branko Radičević da Vienna a Stražilovo nel 1883.
L'attività letteraria di Marković-Adamov agli esordi si concretizzò nelle traduzioni di Friedrich Schiller, Heinrich Heine e di altri poeti, nel pieno rispetto dello spirito lirico romantico. Anche i suoi primi versi giovanili compresi nel volume Canti di speranza (Nadanove pesme, 1877), seguirono uno stile romanticheggiante. Se i primi lavori in prosa evidenziarono atmosfere romantiche, ben presto Marković-Adamov sviluppò il suo stile avvicinandosi ad una scrittura naturalistica, la cui fonte veniva attinta dalla realtà quotidiana del mondo contadino.
I suoi racconti raccolti in Immagini e figure della vita serba (Slike i prilike iz srpskoga života, 1883), e nei due volumi Al villaggio e alla filatura (Na selu i prelu, 1886, 1888), si contraddistinsero per la caratterizzazione dei personaggi e di scene prese dal mondo rurale, anche se la scrittura presentò elementi sentimentali e finalità moralistiche. Tra gli altri lavori di Marković-Adamov si può menzionare il romanzo Lo spirito del tempo (Duh vremena) e il dramma Il pop Dobroslav (Pop Dobroslav), rappresentato al Teatro nazionale a Belgrado nel 1895.

## Opere
- Canti di speranza (Nadanove pesme, 1877);
- Immagini e figure della vita serba (Slike i prilike iz srpskoga života, 1883);
- Al villaggio e alla filatura (Na selu i prelu, 1886-1888);
- Il pop Dobroslav (Pop Dobroslav, 1895).